# Mensen Ernst

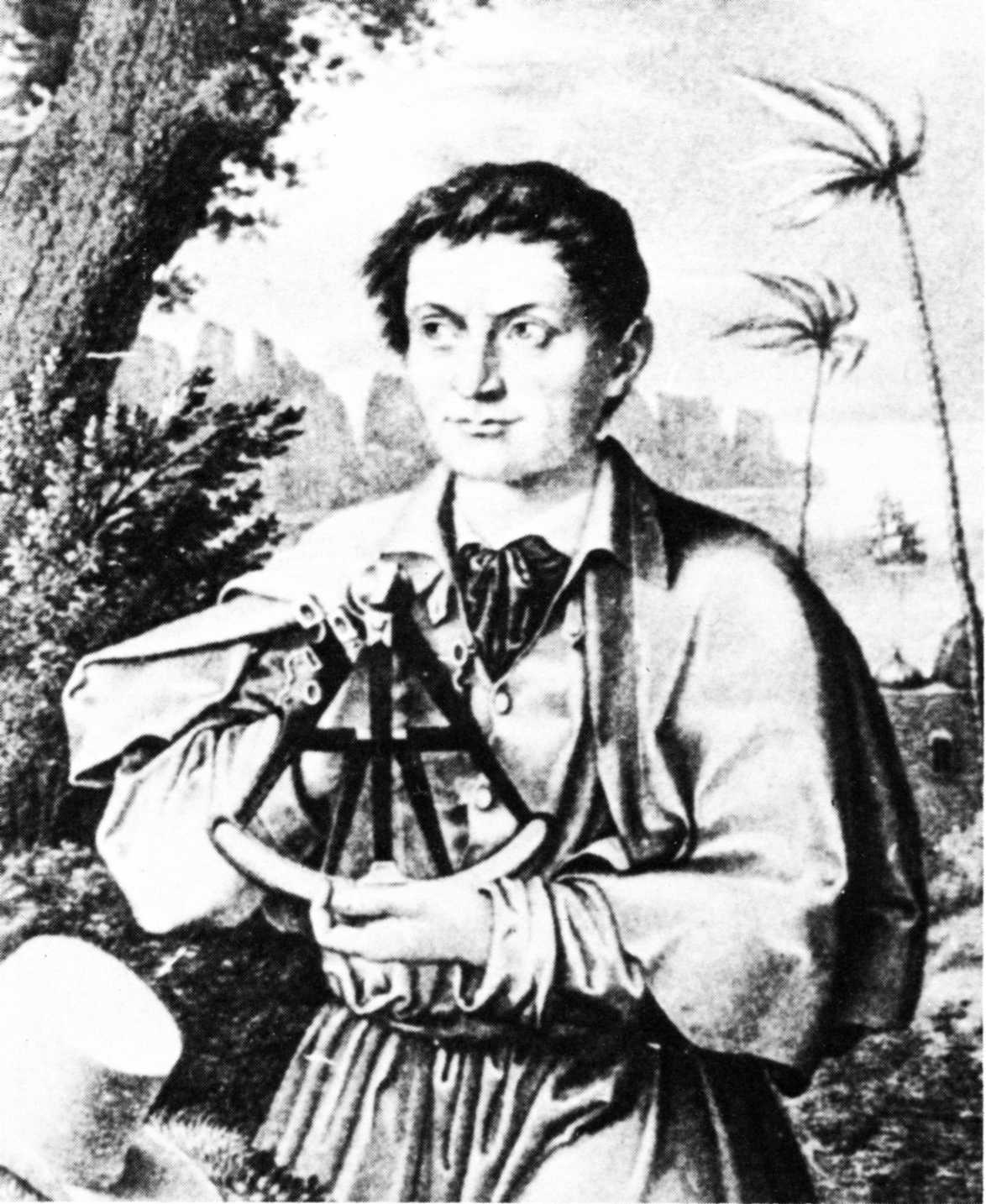
Mensen Ernst

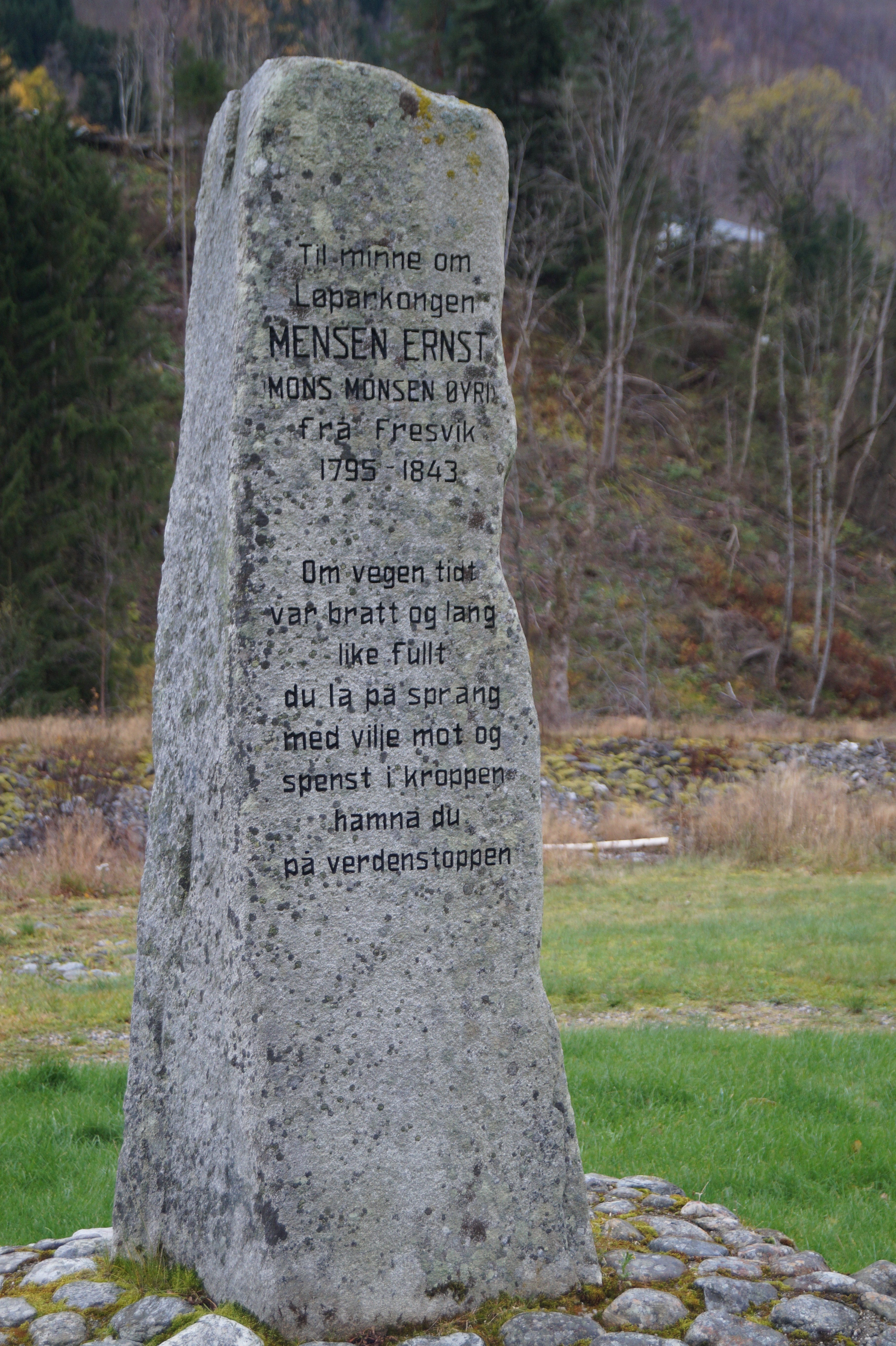
Mensen Ernst Gedenkstein in Fresvik

Mensen Ernst (* im Sommer 1795 in Fresvik am Sognefjord, Norwegen, als Mons Monsen Øyri; † vermutlich 22. Januar 1843 in der Wüste von Syene) war ein norwegischer Schnellläufer.
Mensen Ernst fuhr seit 1813 als Seemann um die Welt – kehrte aber wohl nie wieder nach Norwegen zurück, bevor er im Schnelllauf seine eigentliche Bestimmung entdeckte. Einer der ersten Läufe war 1819 die 116 km lange Strecke zwischen London und Portsmouth, für welche er neun Stunden benötigte.  Er lief ab 1820 in allen größeren Städten auf dem europäischen Kontinent und gewann gegen Hunde, Pferde und andere Läufer.
Seine größte Leistung war der Schnelllauf von Paris nach Moskau im Jahr 1832: Mensen Ernst startete am 11. Juni, wurde unterwegs in Russland als verdächtiger Fremder eingesperrt, konnte entkommen, erreichte sein Ziel nach nur 14 Tagen, und hatte damit die 2.500 Kilometer Luftlinie noch schneller als in den vereinbarten 15 Tagen bewältigt. 1833 (6. Juni – 1. Juli, 24 Tage, 42 Minuten und 30 Sekunden) rannte Mensen Ernst im Auftrag des bayerischen Königs von München nach Nauplia, der ersten Hauptstadt des befreiten Griechenlands, das damals von einem König aus dem Hause Wittelsbach regiert wurde. 1836 lief er in 59 Tagen von Konstantinopel nach Kalkutta und zurück, eine Wegstrecke von 8.300 km und mit durchschnittlichen Tagesetappen von 150 km.
Der Gartenkünstler Fürst Pückler engagierte Ernst 1841 für Kurierläufe zwischen seinem Schloss Branitz (bei Cottbus) und Berlin, und als Ernst aus seinen Diensten schied, verbreitete er die Anekdote, er habe ihn entsandt, damit er die Quellen des Nil erlaufe. Ob Mensen Ernst das tatsächlich gelungen ist, bleibt ungeklärt. Seine Lebensspur verliert sich jedenfalls. Manche Texte berichten, englische Touristen hätten seinen Leichnam gefunden und in der Sahara südlich von Assuan bestattet. Nach einer Meldung der Augsburger Postzeitung sei er an Dysenterie gestorben. Andere Quellen vermuten, Mensen Ernst sei identisch mit dem „Mann mit den Flügeln am Fuß“, von dem afrikanische Märchen erzählen.
Der Name Mensen Ernst wurde im Taufregister der Kirchgemeinde Bickenriede für die Übernahme eines Patenamtes nachgewiesen. Hierdurch wird zumindest sein Aufenthalt auf dem Gut Kloster Anrode bei der Familie von Wedemeyer bestätigt.
Mensen Ernsts Leben ist Gegenstand des deutschen Romans Rashida oder Der Lauf zu den Quellen des Nils von Marc Buhl.